# Габбасово
Габба́сово (рос. Габбасово, башк. Ғәббәс) — присілок у складі Зіанчуринського району Башкортостану, Росія. Входить до складу Муйнацької сільської ради.
Населення — 118 осіб (2010; 164 в 2002).
Національний склад:
- башкири — 99%